# 堀川憲司
堀川憲司（日语：／ Horikawa Kenji，1965年5月5日—），日本男性動畫製作人、商人。株式會社P.A.WORKS代表董事社長兼CEO。出身於愛知縣江南市。

## 來歷
堀川憲司在富山大學理學院學習化學時，觀看了《風之谷》後決定從事動畫行業，因此退學並進入名古屋的一所動畫學院學習。在龍之子和Production I.G工作後，他於1997年與真下耕一一起創立了BEE TRAIN。並就任董事。
此後，他回到富山，履行了對配偶家人「等孩子上小學了就回富山」的承諾。然而，由於富山縣內或鄰近縣沒有與動畫相關的公司，因此他於2000年在富山縣東礪波郡城端町（現南礪市）創立了越中動畫本鋪，並擔任其代表董事社長。
2002年，公司名稱改為P.A.WORKS。
P.A.WORKS在東京也有製作工作室，堀川平日住在東京，週末則在富山當兼職農民，但2018年他將工作轉移到富山總部，自2023年起，他以富山為基地。

## 參加作品

### 電視動畫
1990年
- 森林王子 少年毛克利（製作進行）

1993年
- 無責任艦長泰勒（製作主任）

1995年
- （製作擔當）

1996年
- 新世紀福音戰士（製作進行、製作主任）
- 灰姑娘物語（製作擔當）

1998年
- 波波羅古洛伊斯物語（劇本統籌、線上企劃製作）

1999年
- 亞克傳承（特別感謝）
- 徽章戰士（線上企劃製作）
- 狂野歷險 Twilight Venom（日语：ワイルドアームズ トワイライトヴェノム）（線上企劃製作）

2006年
- IGPX（製作進行）

2007年
- 精靈守護者（製作進行）

2008年
- 真實之淚 true tears（製作人）

2009年
- CANAAN（製作人）

2010年
- Angel Beats！（製作人）

2011年
- 小舞的魔法與家庭之日（日语：マイの魔法と家庭の日）（製作人）
- 花開物語（製作人）

2012年
- Another（企劃、製作人）
- TARI TARI（製作人）

2013年
- RDG 瀕危物種少女（製作人）
- 有頂天家族（製作人）
- 來自風平浪靜的明日（製作人）

2014年
- GLASSLIP（製作人）
- 白箱（企劃、製作人）

2015年
- 夏洛特（製作人）

2016年
- 春&夏推理事件簿 ～春太與千夏的青春～（製作、製作人）
- 黑骸（製作人）

2017年
- 櫻花任務（製作）
- 有頂天家族2（企劃）

2018年
- 天狼 Sirius the Jaeger（企劃）
- 來自繽紛世界的明日（企劃）

2019年
- Fairy Gone（製作）

2020年
- 天晴爛漫！（製作）
- 成神之日（企劃）

2021年
- 白沙的Aquatope（製作）

2022年
- 派對咖孔明（製作統括）
- 秋葉原冥途戰爭（企劃）

2023年
- Buddy Daddies 殺手奶爸（企劃）

2024年
- 天穗之咲稻姬（製作統括[7]）

### 電影動畫
2000年
- 人狼 JIN-ROH（製作擔當）

2009年
- 雷頓大冒險：永遠的歌姬（製作人、製作委員會）

2011年
- 萬能野菜 Ninninman（日语：万能野菜 ニンニンマン）（製作人）

2013年
- 劇場版 花開物語 HOME SWEET HOME（製作人）

2014年
- 喬望尼之島（協力）

2018年
- 道別的早晨就用約定之花點綴吧（企劃、動畫製作人）

2020年
- 劇場版 白箱（企劃）

2023年
- 歡迎來到駒田蒸餾所（製作人）

### OVA
1996年
- Panzer Dragoon（日语：パンツァードラグーン）（製作進行）

1998年
- ONE PIECE 打倒！海賊強薩克！（製作擔當）

### 電腦遊戲
1998年
- 《異域神兵》動畫影片（動畫製作人）

2007年
- 《雷頓教授與不可思議的小鎮》動畫部分（動畫製作人）
- 《雷頓教授與惡魔之箱》動畫部分（動畫製作人）

2008年
- 《雷頓教授與最後的時間旅行》動畫部分（動畫製作人）

## 外部連結
- 堀川憲司的X（前Twitter） （日語）
- 堀川憲司 （日語）—allcinema（日语：allcinema）
- 堀川憲司 （日語）—電視劇檔案資料庫（日语：テレビドラマデータベース）

| 商界職務        | 商界職務                        | 商界職務        |
| --------------- | ------------------------------- | --------------- |
| 前任： （就任） | BEE TRAIN董事 1997年—2000年     | 繼任： （退任） |
| 前任： （設立） | P.A.WORKS代表董事 初代：2000年— | 繼任： （現職） |